# Periferic (film din 2011)
Periferic (tradus în engleză Outbound) este un film românesc aparținând Noului Cinema Realist, regizat de Bogdan George Apetri, după un scenariu de Tudor Voican și Bogdan George Apetri, inspirat de o povestire scrisă de Ioana Uricaru și Cristian Mungiu. Lansat în 2011, reprezintă debutul în filmul de lung metraj al regizorului.

## Rezumat
Filmul debutează cu o scenă din penitenciar, protagonista Matilda Lazăr pregătindu-se să plece într-o permisie de 24 de ore, la ora 6 dimineața. După ce se face inventarul lucrurilor pe care le ia în geantă și este eliberată, în fața pușcăriei se întâlnește cu „domnul Virgil”, venit cu o camionetă. Din discuție reiese că cei doi au o înțelegere, care constă ca cel puțin în primă fază Virgil să o ducă la Constanța, bărbatul urmând să primească „1500”, iar ca Matilda să se îmbarce pe un vapor și să părăsească țara. Cum ea nu are încă banii, cei doi hotărăsc să se întâlnească la ora două în parcarea hotelului Aurora.
O duce până în oraș și o lasă la metrou, iar de-acolo Matilda ajunge la fratele ei, Andrei. Din discuția stânjenită dintre cei doi reiese că relația este rece și tensionată. Andrei îi pune de la început în vedere că nu îi va da bani, la care ea replică că nu a venit pentru bani, ci pentru a merge la înmormântare. Lavinia - soția lui Andrei - se împotrivește de la început, bănuindu-și cumnata că este venită doar pentru bani. Pe drum spre sat, Matilda dezvăluie că are un copil de 8 ani, fapt care-l ia pe Andrei prin surprindere.
Ajunși la cimitir, undeva la sat, protagonista refuză inițial să iasă din mașină, alăturându-se adunării la groapă abia mai târziu. Apoi la praznic, ridicându-se de la masă, i se alătură și fratele său, pe care îl roagă să aibă grijă de fiul ei (Toma) până iese ea din pușcărie, după ispășirea restului de trei ani al pedepsei; acesta îi spune Laviniei că sora sa i-a cerut împrumut bani; la acest semnal, cumnata se enervează și o dă afară din curte.
În continuare Matilda se duce la București, unde Paul locuiește într-un hotel. Cei doi beau în restaurantul hotelului o cafea, femeia aflând cu stupoare că Paul l-a dat pe Toma la orfelinat. Pe parcursul  conversației, se deslușește că acesta este un afacerist care se ocupă cu proxenetismul și că Matilda face pușcărie în legătură cu o faptă în care au fost implicați amândoi. Se retrag într-o cameră, unde fac sex, apoi negociază asupra sumei de bani pe care Paul trebuia să i-o achite după ce ea ieșea din închisoare; deși inițial fusese vorba de 10000 de euro, Paul se eschivează și nu se învoiește să-i plătească decât 4000 de euro, 2000 pe loc și restul după ce rezolvă o afacere.
După ce Matilda se întâlnește cu Virgil în parcare și stabilesc să se întâlnească la Constanța, Matilda, Paul și Selena (o prostituată îndrăgostită de proxenet) pleacă într-o zonă virană a capitalei, unde Selena este plasată unui client cu preferințe ciudate. Deși îi promite că nu o dă aceluia, în cele din urmă Paul o convinge să meargă și primește în schimb 12.000 de euro. Rămași singuri în mașină, întorcându-se spre oraș, Matilda află de la Paul că Toma este în Orfelinatul „Sfântul Andrei”, apoi începe să-l lovească pe Paul, în timp ce el conduce, revoltată de faptul că acesta nu vrea să-i dea decât 2000 de euro, deși a primit 12.000 de euro. Acesta pierde în cele din urmă controlul mașinii și o bușește, rămânând inconștient.
Matilda ia toți banii și merge la orfelinat. Acolo nu își găsește fiul, ci dă peste un băiat Daniel „fratele lui”, pe care îl obligă să o ducă la Toma. Ajunși cu un taxi într-un spațiu viran, Daniel se duce să-l caute pe Toma iar mama îl vede pe Daniel vorbind cu un străin în fața unei mașini. Toma iese din mașină, iar Matilda își pierde controlul și fuge spre autovehicul, care pleacă. Rămasă cu cei doi băieți, izbucnește împotriva lui Daniel, realizând că fiul ei a fost sub o formă sau alta exploatat sexual.
Matilda își ia copilul și pleacă spre Constanța cu trenul, cel mai puternic moment de simpatie între mamă și fiu fiind un scurt episod ludic, când Toma îi cere o țigară și cei doi încep să sufle fum unul spre altul. Matilda îi arată băiatului ei suma de bani din plic; iar într-o stație înainte de Constanța, în timp ce ea a adormit, copilul îi fură banii și coboară din tren. În ultima scenă, protagonista privește răsăritul de pe faleză, singură.

## Distribuție și joc actoricesc

### Considerații critice
Despre jocul protagonistei, criticul Andrei Gorzo scria: „Tunsă scurt, tatuată și vînoasă, cu maxilarele încleștate și niște ochi cînd-verzi-cînd-albaștri care se îngustează frumos a furie, Ularu se impune ca prezență. Alura ei de-aici - amestec de enfant sauvage și mîță vagaboandă - e bine contrastată cu feminitatea împlinită și casnică a Ioanei Flora, care joacă rolul cumnatei ei respectabile și speriate de gura lumii”. Despre Mimi Brănescu, Gorzo remarca că „e în elementul lui în rolul proxenetului semirespectabil cu care eroina a făcut un copil: știe să-și folosească fața și corpul astfel încît acestea să emane sațietatea descompusă a unui sibarit”.

### Distribuție
- Ana Ularu - Matilda Lazăr
- Andi Vasluianu - Andrei
- Ioana Flora - soția lui Andrei
- Ion Sapdaru - Domnul Virgil
- Mimi Brănescu  - Paul
- Timotei Duma - Toma
- Ingrid Bișu - Selena
- Cristian Olescher
- Damian Oancea – Cezar
- Oana Rusu[5] – Funcționar închisoare
- Ioan Popescu – Preot
- Cătălin Petrescu – Dascăl
- Adina Dulcu – Recepționeră Hotel
- Claudia Negroiu – Directoare Orfelinat
- Marius Chivu – Taximetrist
- Eliza Bronescu – Gardian
- Adriana Rosu – Polițistă
- Angela Buzilă – Deținuta Nr. 1
- Viorica Florea – Deținuta Nr. 2

## Recepție critică
Criticul Andrei Gorzo a apreciat filmul a fi „mai mult un exercițiu de ucenic-cineast decît un produs cinematografic consistent, dar nu e o rușine”, întregul proces al realizării fiind marcat de incertitudine. În consecință, mult material din versiunea originală a fost tăiat, ceea ce este un câștig în opinia criticului. Tot pe seama nehotărârii regizorului, criticul de film pune libertatea de care s-a bucurat Marius Panduru, care a experimentat cu „multă lumină”.
De o recenzie mult mai entuziastă a avut filmul parte în revista Observator Cultural, Mihai Fulger considerând Periferic a fi a doua premieră a anului 2011 și o gură de aer proaspăt. Regizorul ar fi un reprezentant demn de urmărit al Noului Cinema Românesc, depășind însă „realismul predominant, profitînd de cunoștințele dramatice și tehnice dobîndite la școala americană, cărora le adaugă o viziune regizorală originală”. La fel ca și Gorzo laudă imaginea și lumina, observând de asemenea că regizorul nu se teme să folosească simboluri.
În 2010, a primit premiul Golden Alexander la Festivalul Internațional de Film de la Salonic.